# Víska (Sedlec-Prčice)
Víska je část města Sedlec-Prčice v okrese Příbram ve Středočeském kraji. Nachází se tři kilometry východně od Prčic. Je zde evidováno 18 adres. V roce 2011 zde trvale žilo dvacet obyvatel.
Víska leží v katastrálním území Dvorce u Sedlce o výměře 5,14 km².

## Historie
První písemná zmínka o vesnici pochází z roku 1564.

## Obyvatelstvo
| Rok            | 1869 | 1880 | 1890 | 1900 | 1910 | 1921 | 1930 | 1950 | 1961 | 1970 | 1980 | 1991 | 2001 | 2011 | 2021 |
| -------------- | ---- | ---- | ---- | ---- | ---- | ---- | ---- | ---- | ---- | ---- | ---- | ---- | ---- | ---- | ---- |
| Počet obyvatel | 102  | 99   | 99   | 87   | 72   | 81   | 74   | 56   | 43   | 24   | 21   | 14   | 7    | 20   | 42   |
| Počet domů     | 15   | 16   | 16   | 16   | 16   | 16   | 15   | 14   | 14   | 12   | 11   | 14   | 13   | 16   | 17   |

## Obecní správa
Při sčítání lidu v letech 1850–1979 Víska byla osadou obce Přestavlky, se kterým patřila nejprve do okresu Sedlčany, ale od roku 1960 v okrese Benešov. Od 1. ledna 1980 je částí města Sedlec-Prčice v okrese Benešov. Od 1. ledna 2007 vesnice přešla spolu s městem Sedlec-Prčice z okresu Benešov do okresu Příbram.

## Další fotografie

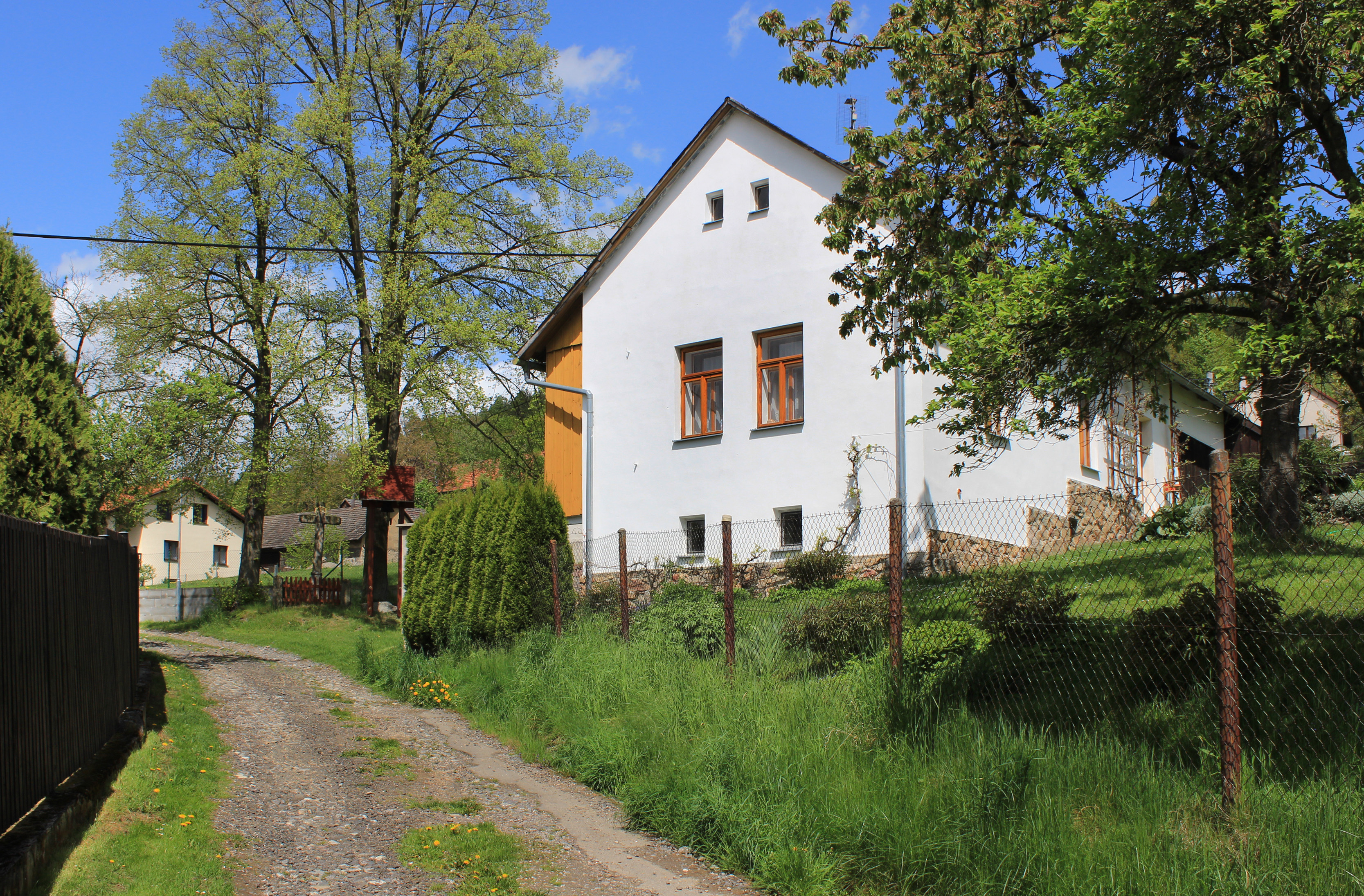
Dům čp. 10
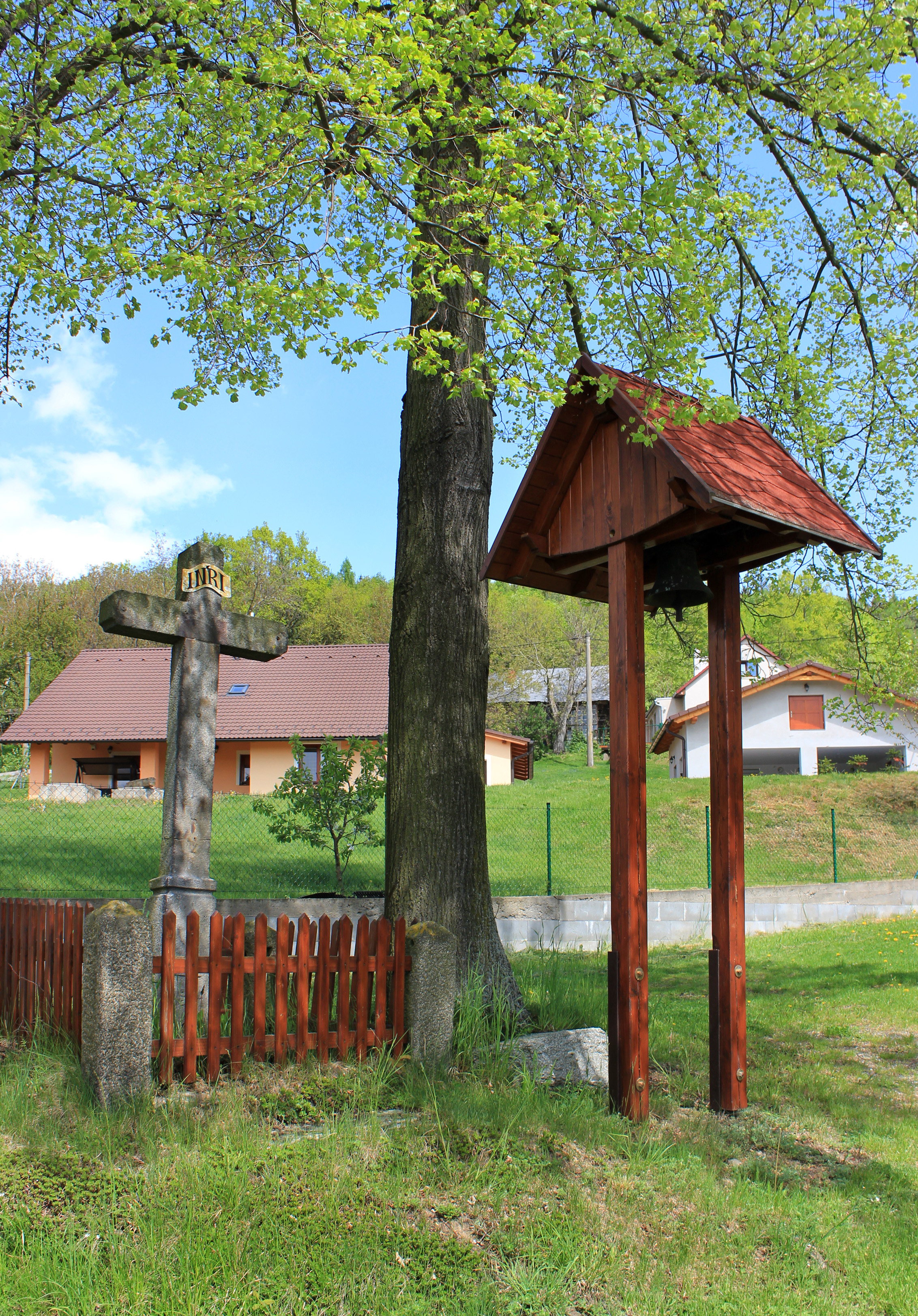
Křížek a zvonička
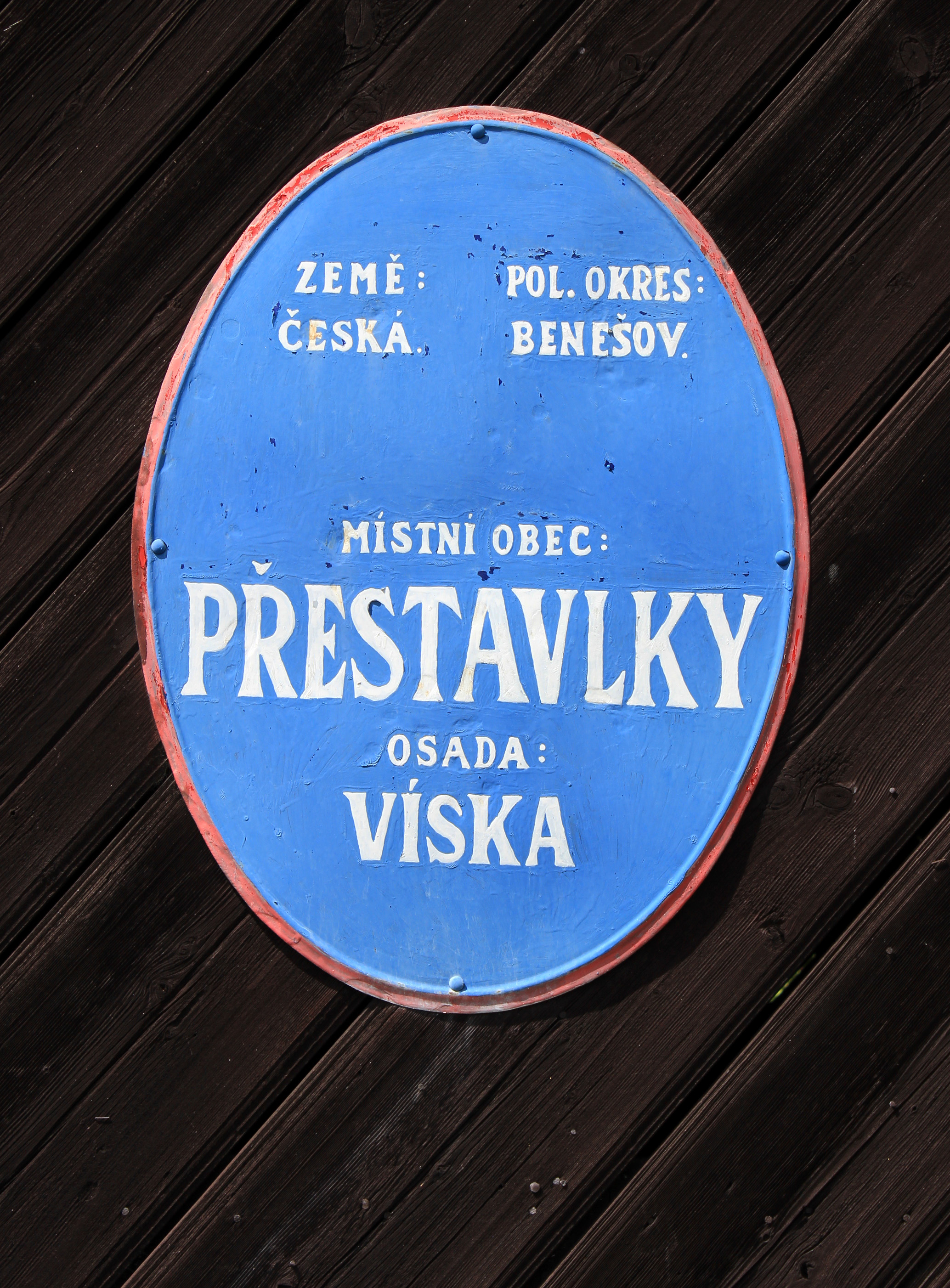
Staré označení vesnice